# آيت رحو (ازكاغن الدير العليا)
آيت رحو هو دُوَّار يقع بجماعة دار الحمراء، إقليم صفرو، جهة فاس مكناس في المملكة المغربية. ينتمي الدوّار لمشيخة ازكاغن الدير العليا التي تضم 5 دواوير. يقدر عدد سكانه بـ 277 نسمة حسب الإحصاء الرسمي للسكان والسكنى لسنة 2004.

## وصلات خارجية
- البوابة الوطنية للجماعات الترابية
- المندوبية السامية للتخطيط